# Jupiaba abramoides

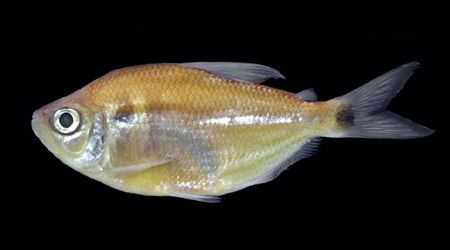
Un espécimen preservado de Jupiaba abramoides.

Jupiaba abramoides es una especie de pez de la familia Characidae en el orden de los Characiformes.

## Morfología
Los machos pueden llegar alcanzar los 12 cm de longitud total.

## Hábitat
Vive en zonas de clima tropical.

## Distribución geográfica
Se encuentran en Sudamérica:  cuenca del río Orinoco y Guayanas.